# 拉卡尔穆托
拉卡尔穆托（義大利語：Racalmuto），是意大利阿格里真托省的一个市镇。总面积68.33平方公里，人口8981人，人口密度131.4人/平方公里（2009年）。ISTAT代码为084029。